# Lijst van fatale ongelukken in het wereldkampioenschap rally
De lijst van fatale ongelukken in het wereldkampioenschap rally bestaat uit rijders en navigators (bijrijders) die omgekomen zijn tijdens een ronde van het wereldkampioenschap rally. In deze lijst staan ook fatale ongelukken in het internationaal kampioenschap voor constructeurs, de voorganger van het wereldkampioenschap dat tussen 1970 en 1972 werd gehouden. Bekende dodelijke ongevallen met betrekking tot officials, toeschouwers of teamleden staan ook vermeld.
De fatale ongelukken in het Groep B tijdperk resulteerde in het einde van deze klasse. Na het ongeval van Henri Toivonen in Corsica in 1986 kondigde de toenmalige FIA president Jean-Marie Balestre aan de Groep B klasse te verbieden ingaand vanaf het seizoen 1987. Fatale ongevallen piekten echter in het seizoen 1989, toen vijf rijders om het leven kwamen in de eerste drie rally's. Het ongeluk van Markko Märtin in 2005 waarbij zijn navigator Michael Park om het leven kwam was het eerste fatale ongeval sinds twaalf jaar.

## Wereldkampioenschap rally
| Naam                | Functie   | Datum             | Rally                 | Auto                | Gedurende  |
| ------------------- | --------- | ----------------- | --------------------- | ------------------- | ---------- |
| Seppo Jämsä         | Navigator | 2 augustus 1974   | Finland 1974          | Morris Mini 850     | Rally      |
| Don Daly            | Navigator | 27 november 1976  | Groot-Brittannië 1976 | Saab 99 EMS         | Rally      |
| Thomas Fuchs        | Rijder    | 14 augustus 1982  | Brazilië 1982         | Fiat 147            | Rally      |
| Reijo Nygren        | Navigator | 26 augustus 1983  | Finland 1983          | Ford Escort RS      | Rally      |
| Attilio Bettega     | Rijder    | 2 mei 1985        | Corsica 1985          | Lancia Rally 037    | Rally      |
| Henri Toivonen      | Rijder    | 2 mei 1986        | Corsica 1986          | Lancia Delta S4     | Rally      |
| Sergio Cresto       | Navigator | 2 mei 1986        | Corsica 1986          | Lancia Delta S4     | Rally      |
| Jean-Michel Argenti | Navigator | 7 mei 1987        | Corsica 1987          | Peugeot 205 GTI     | Rally      |
| Jean-Marc Dubois    | Rijder    | 11 oktober 1988   | San Remo 1988         | Citroën AX Sport    | Rally      |
| Robert Moynier      | Navigator | 11 oktober 1988   | San Remo 1988         | Citroën AX Sport    | Rally      |
| George Mignot       | Rijder    | 2 januari 1989    | Zweden 1989           | Volkswagen Golf GTI | Verkenning |
| Bernard de Lathuy   | Navigator | 2 januari 1989    | Zweden 1989           | Volkswagen Golf GTI | Verkenning |
| Augusto Mendes      | Rijder    | 3 maart 1989      | Portugal 1989         | Opel Kadett GSI     | Rally      |
| Francis Malaussene  | Navigator | 22 januari 1990   | Monte Carlo 1990      | Renault 5 GT Turbo  | Rally      |
| Rodger Freeth       | Navigator | 18 september 1993 | Australië 1993        | Subaru Legacy RS    | Rally      |
| Michael Park        | Navigator | 18 september 2005 | Groot-Brittannië 2005 | Peugeot 307 WRC     | Rally      |
| Jörg Bastuck        | Navigator | 24 maart 2006     | Catalonië 2006        | Citroën C2 S1600    | Rally      |

## Internationaal kampioenschap voor constructeurs
| Naam                | Functie   | Datum         | Rally                | Auto                       | Gedurende  |
| ------------------- | --------- | ------------- | -------------------- | -------------------------- | ---------- |
| Eiichi Morinishi    | Rijder    | februari 1970 | Safari Rally 1970    | Datsun 1600 SSS            | Verkenning |
| David Ndahura       | Rijder    | 28 maart 1970 | Safari Rally 1970    | Peugeot 404                | Rally      |
| Cyrus Kamundia      | Rijder    | maart 1971    | Safari Rally 1971    | Datsun                     | Verkenning |
| Christian Serradori | Rijder    | 25 juni 1971  | Coupe des Alpes 1971 | Lancia Fulvia 1.3 Coupé HF | Rally      |
| Yves Serradori      | Navigator | 25 juni 1971  | Coupe des Alpes 1971 | Lancia Fulvia 1.3 Coupé HF | Rally      |

## Andere fatale ongelukken

### Teamleden
- Tijdens de Safari Rally in 1975, botste een service auto met vier monteurs aan boord tegen een geparkeerde vrachtwagen nabij Mombassa. Carlino Dacista, Bian Fernandez en Willie Uis waren ter plekke dood. Bestuurder David Joshi raakte zwaargewond.

- Tijdens de rally van Monte Carlo in 1978, twee monteurs, Bernard Balmer en Georges Reinier, overlijden toen hun busje in botsing kwam met een vrachtwagen nabij Gap.

- Op de tweede dag van de rally van Ivoorkust in 1987, stortte Toyota Team Europe's Cessna 340 (vliegtuig) neer en explodeerde, waarbij alle vier inzittenden om het leven kwamen; manager en voormalig navigator (bij-rijder) Henry Liddon, zijn assistent Nigel Harris, de piloot en de navigator. Toyota, dat onder leiding stond van voormalig rallyrijder Ove Andersson, trok zich vervolgens gelijk terug uit de rally. Voorafgaand aan het ongeluk lag hun kopman Björn Waldegård tweede in de rally.

- Tijdens de  Safari Rally in 1996, die in slechte weersomstandigheden en veel regenval werd verreden, verdronken drie Britse monteurs toen zij met hun Land Rover een rivier probeerde over te steken.

### Officials
- Op de vierde klassementsproef tijdens de rally van Finland in 1981, merkte Audi-rijder Franz Wittmann en navigator Kurt Nestinger de vliegende finish die de proef deed eindigen niet op. Zij bleven in hun Audi quattro op hoge snelheid doorrijden en kwamen vervolgens in een groep van toeschouwers terecht die voor een geparkeerd busje stonden. Raul Falin, voorzitter van de Finse autosportbond AKK en de representatie van zijn land binnen de FIA, werd met spoed naar het dichtstbijzijnde ziekenhuis gebracht, waar hij later aan zijn verwondingen overleed. Boris Rung, mede-oprichter en voorzitter van de Europese rallycross assiociatie en lid van FIA's Off-Road commissie, overleefde het ongeluk, net als de Griekse FIA observeerder Costas Glossotis.

### Toeschouwers
- Tijdens de Safari Rally in 1978 kwamen vijf voorbijgangers en vier toeschouwers om het leven in ongerelateerde ongelukken, beide te maken met niet-competitieve rijders die verongelukten met deelnemers.

- Op de eerste proef van de rally van Portugal in 1986, verloor Joaquim Santos in een Ford RS200 de macht over het stuur nadat hij toeschouwers moest ontwijken die zich op de weg bevonden, en hij vervolgens in een zee van mensen terechtkwam. Hierbij kwamen vier mensen om het leven (waarvan drie ter plekke) en vielen er daarnaast tientallen gewonden. Na dit ongeluk besloten alle fabrieksingeschreven rijders zich terug te trekken uit de rally.

- Een jaar later tijdens de rally van Portugal in 1987 kwam er wederom een toeschouwer om het leven, toen een amateur deelnemer in een bocht rechtdoor schoot en in het publiek terechtkwam.

- Tijdens de rally van Monte Carlo in 1989 verongelukte Lancia-rijder Alex Fiorio, toen hij door een hobbel in de weg met hoge snelheid de macht over het stuur verloor, en hij ondanks tijdelijk te kunnen corrigeren van de weg raakte, waardoor hij van een bedijking af reed en tot landing kwam op een groep toeschouwers, onder wie Zweeds rallyrijder Lars-Erik Torph en navigator Bertil-Rune Rehnfeldt, die beiden ter plekke overleden. Zij waren aanwezig voor preventief testwerk voor deelnemer Fredrik Skoghag.

- Tijdens de rally van Finland in 1995 reed de Belgische rallyrijder Bruno Thiry als nul-rijder over een vrouwelijke toeschouwer, die mogelijk door het geluid van het publiek de auto niet heeft horen aankomen, terwijl ook wordt gesuggereerd dat daarnaast het geluid van de auto minder sterk was in tegenstelling tot de WK-auto's.

- Op de bekende openingsproef van de rally van Finland in 1996, 'Harju', die gedeeltelijk plaatsvond in het centrum van Jyväskylä, vielen er meer dan dertig gewonden waarvan één fataal, toen de Deense rallyrijder Karsten Richardt in een Mitsubishi Lancer Evolution op hoge snelheid de controle verloor doordat hij de foute lijn nam in een flauwe bocht en vervolgens rechtdoor een andere weg in schoot, waar toeschouwers zich eigenlijk op veilige afstand gepositioneerd hadden.

- Op de in het donker verreden openingsproef van de rally van Monte Carlo in 2017 brak de achterkant van Hayden Paddon's Hyundai i20 Coupé WRC uit in een scherpe linker bocht, waarbij de auto in een nabijgelegen greppel raakte en op zijn kant sloeg. Een 50-jarige Spaanse toeschouwer, die zich op een niet toegestane plek in de buitenbocht bevond, werd geraakt met dodelijke afloop.